# Bataille de Lemnos
Première guerre balkanique
La bataille de Lemnos est livrée le 18 janvier 1913 (le 5 janvier dans le calendrier julien, employé par la Grèce jusqu'en 1923) entre une escadre de la marine hellénique commandée par le contre-amiral Koundouriótis et une flotte ottomane, pendant la première guerre balkanique (1912-1913).

## Bataille

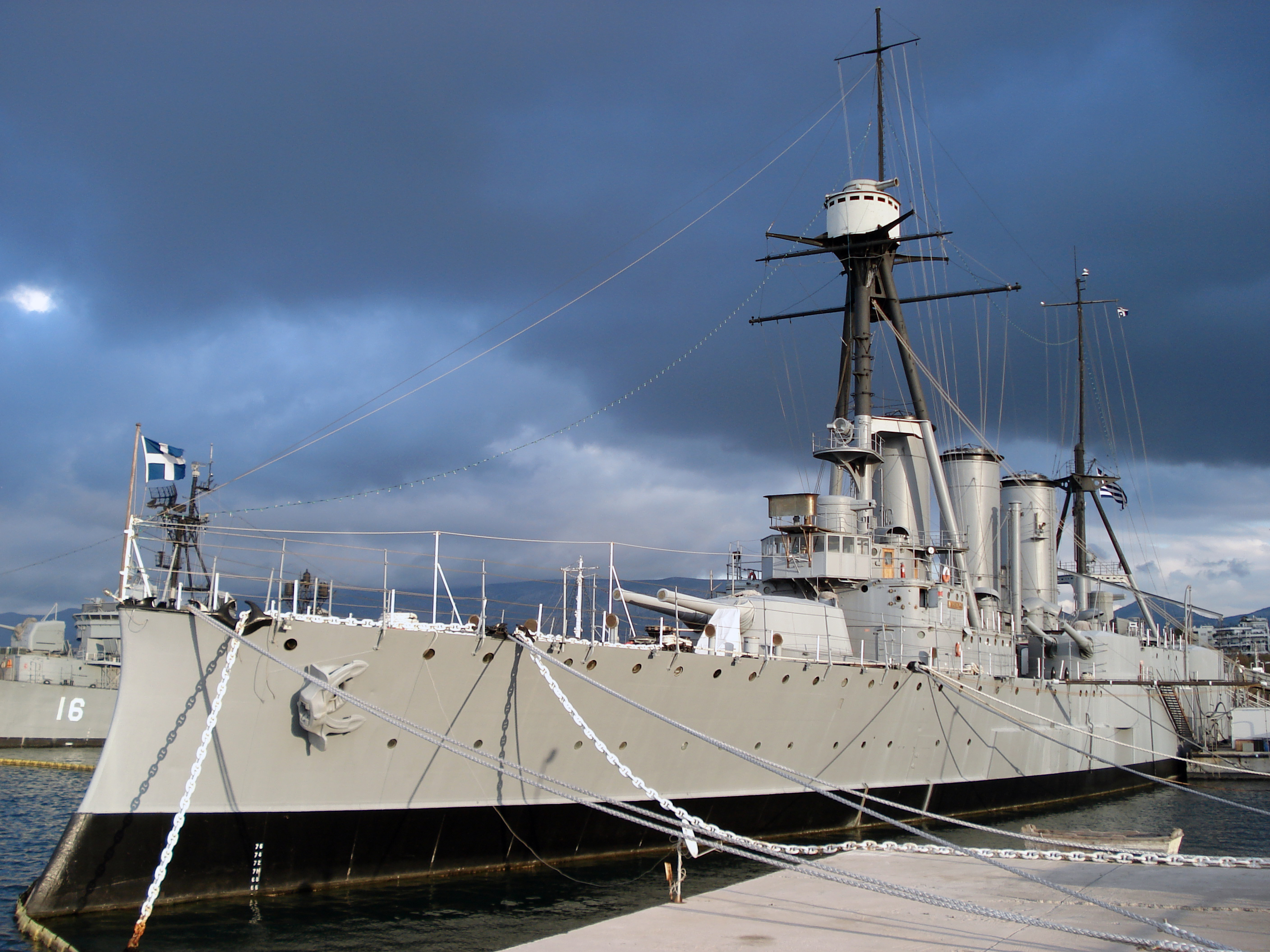
Croiseur cuirassé grec Georgios Averoff ayant participé à la bataille de Lemnos.

Dernière bataille navale du conflit, elle assure aux Grecs victorieux le contrôle de la mer Égée. Les Turcs se replient en effet sur leurs bases des Dardanelles, dont ils ne sortent plus jusqu'à la fin des hostilités.
La retraite de la flotte ottomane donne l'occasion au lieutenant Michaíl Moutoússis (en) et à l'enseigne Aristídis Moraïtínis d'effectuer la première mission de reconnaissance aérienne de l'histoire de l'aéronautique navale à bord d'un hydravion Maurice Farman. Lors d'un raid effectué le 24 janvier, ils confirment que les bâtiments ottomans ont trouvé refuge dans la base de Nagara et relèvent avec précision leurs positions, puis ils larguent sur eux quatre bombes qui n'atteignent cependant pas leurs objectifs.
Cet engagement est appelé bataille de Moúdros en Turquie.

## Navires engagés
- Grèce
  - Croiseur cuirassé Georgios Averoff, vaisseau amiral
  - 10 navires
- Turquie
  - 17 navires